# Callosciurus phayrei
Callosciurus phayrei es una especie de roedor de la familia Sciuridae.

## Distribución geográfica
Se encuentran en China y Birmania.